# シーエスロジネット
株式会社シーエスロジネット（英: CS LOGINET INC.）は、かつて存在した音楽映像ソフトや家電製品などの卸売を主たる事業としていた企業。愛知県名古屋市中川区に本社を置いていた。

## 概要
1982年（昭和57年）4月24日、会社設立。主な事業は、レンタル用の音楽映像ソフトやゲームソフト、デジタル機器、家電製品の卸売のほか、直営店での小売も行っていた。また、2010年（平成22年）1月に子会社化したムービーチャンネルが映像コンテンツの衛星放送事業やネット配信などを行っていた。かつては「e-pod（イーポッド）」と呼ばれるUSBメモリにダウンロードする方式のDVDレンタルなども行っていた。

## 沿革
- 1982年（昭和57年）4月24日 - 株式会社中部黎紅堂（形式上の存続会社）が設立。
- 1985年（昭和60年）4月 - シー・エス流通株式会社（事実上の存続会社）が設立。
- 1995年（平成7年）10月 - 中部黎紅堂とシー・エス流通株式会社が合併。（新）シー・エス流通株式会社に商号を変更。
- 2000年（平成12年）6月 - 株式会社シーエスロジネットに商号を変更。
- 2001年（平成13年）9月19日 - 大証ヘラクレスに株式を上場。
- 2005年（平成17年）8月 - 連結子会社であった株式会社イーネット・フロンティアの株式を株式会社グレード・コミュニケーション（のちのゲオサプライ）に売却。
- 2008年（平成20年）7月1日 - 株式会社音通の子会社であった株式会社ハブ・ア・グッドの全株式を取得し子会社化。
- 2009年（平成21年）6月16日 - 株式会社星光堂の子会社であった株式会社トライの全株式を取得し子会社化。
- 2010年（平成22年）
  - 1月1日 - 子会社の株式会社ハブ・ア・グッドは同子会社の株式会社トライに全事業を譲渡し、同時に商号を株式会社エイチエージーに変更。株式会社トライは株式会社は株式会社ハブ・ア・グッドに商号を変更。
  - 1月5日 - 株式会社ムービーチャンネルの株式を97%を取得し子会社化。同日、子会社の株式会社エイチエージーを解散。
  - 12月1日 - 株式会社アイ信の映像ソフト卸売事業を譲受。
- 2013年（平成25年）4月1日 - 子会社の株式会社ハブ・ア・グッドを吸収合併[2]。
- 2014年（平成26年）5月2日 - テクタイト株式会社が実施したTOBが成立したため、同社の連結子会社となる[3]。
- 2015年（平成27年）
  - 6月1日 - セントレードM.E.株式会社のAV事業（AVOXブランド）を会社分割した新設子会社株式会社CSMEの全株式を取得[4]。
  - 12月1日 - 株式会社CSMEを吸収合併[5]。
- 2016年（平成28年）
  - 10月3日 - テクタイト株式会社が実施したTOBが成立し、94.33%の株式を取得[6]。
  - 11月4日 - ジャスダック市場上場廃止。
  - 11月9日 - 株式売渡請求により、テクタイト株式会社の完全子会社となる[7]。
  - 12月1日 - 親会社のテクタイト株式会社に吸収合併され、解散[8]。

## 事業所
- 本社（愛知県名古屋市中川区）
- 東京営業所（東京都豊島区）
- 名古屋営業所（愛知県名古屋市中川区）
- 大阪営業所（大阪府吹田市）
- 福岡営業所（福岡県福岡市）
- 鹿児島営業所（鹿児島県鹿児島市）

小売事業
- サウンドベイ
  - サウンド・ベイ・リパブリック金山店（愛知県名古屋市中区）
  - サウンド・ベイ・リパブリック上前津店（愛知県名古屋市中区）
- DVD館池袋西口店（東京都豊島区）

## 社名の由来
Customer Satisfying Logistics Network（お客様に満足していただける戦略的物流ネットワーク） を意味する。